# Conquista romana da Itália

Conquista romana da Itália

A conquista romana da Itália foi o resultado de uma série de conflitos em que a cidade-Estado de Roma cresceu em certo ponto até ser o Estado dominante no Lácio e posteriormente no resto da península Itálica. A primeira grande conquista romana em tempos históricos veio com a derrota final do seu vizinho Veios em 396 a.C. Na segunda metade do século IV a.C., Roma enfrentou várias vezes os samnitas, uma poderosa coalizão tribal. Ao final destas guerras, Roma havia se tornado o Estado mais poderoso da Itália. A última ameaça à hegemonia romana veio quando Tarento contou com a ajuda de Pirro durante as Guerras Pírricas (282−272 a.C.). Em 264 a.C., a conquista romana na Itália havia sido concluída. Não incluindo as ilhas da Sicília e Sardenha e a zona norte do rio Rubicão, conhecida pelos romanos como Gália Cisalpina, que não era considerada parte da Itália propriamente dita. Os territórios conquistados foram incorporados ao crescente Estado romano em um grande número de maneiras: confisco de terras, o estabelecimento de colônias, a concessão total ou parcial de cidadania romana e alianças militares com os estados nominalmente independentes. O sucesso da conquista da península itálica deu a Roma acesso a uma piscina de recursos humanos inigualável comparados com qualquer Estado contemporâneo e abriu caminho para a eventual dominação romana em todo o mundo mediterrâneo.

### Confiabilidade das fontes
Tito Lívio e Dionísio de Halicarnasso nasceram 200 anos após a conclusão das conquistas de Roma na Itália, e tiveram que contar com escritos, agora perdidos, e historiadores clássicos precoces como suas fontes. A República Romana de sua época de muitas maneiras funcionou fundamentalmente diferente do que aquela que conquistou a península Itálica. Na Antiguidade, a História foi principalmente um gênero literário em que a precisão histórica rigorosa poderia ser sacrificada em troca de um conto mais atrativo, divertido ou estilisticamente impressionante. Enquanto os historiadores modernos concordam que as fontes contêm um núcleo de informação histórica, também é claro que muito destas fontes que sobreviveram ao nosso tempo podem sofrer más interpretações ou invenções definitivas de escritores antigos. Assim como quanto, e quais as partes, datam registros autênticos continuam a ser uma questão de disputa.
Outro problema é que, exceto pelas Guerras Pírricas, todas as fontes são escritas a partir de um ponto de vista predominantemente romano. Atualmente portanto, possuem pouco conhecimento das motivações e da política interna de muito inimigos de Roma.

## Cronologia
Em vez de atribuir o número  98976559 a cada ano, como no moderno calendário gregoriano, os antigos romanos normalmente usavam um sistema homônimo de datação, onde os eventos foram datados pelos nomes de magistrados de Roma (normalmente feito por dois cônsules). Os magistrados romanos eram eleitos por um ano, enquanto a sequência de magistrados (chamado fasti), e a sua sincronização são conhecidos, as datas podem ser convertidas a partir de um sistema de datação para o outro. Assim, o ano em que Cícero e Caio Antônio eram cônsules em 62 a.C. Durante o século I a.C., estudiosos romanos tardios fizeram uma cronologia completa da história romana, que data desde a fundação de Roma em 753 a.C. e o início da República Romana em 509 a.C. Hoje conhecida como a "Cronologia de Varrão" (a partir de um de seus pioneiros, o famoso antiquário Marco Terêncio Varrão), esta cronologia foi oficializada pelo Império Romano no início e manteve-se até então. No entanto, para os anos anteriores a 300 a.C. a Cronologia de Varrão já não era considerada correta. De acordo com o respeitado historiador grego Políbio, o saque de Roma por um bando de gauleses teve lugar no mesmo ano da Paz de Antálcidas que foi concluída entre 387−386 a.C. Mas de acordo com a Cronologia de Varrão, o saque gaulês aconteceu três ou quatro anos antes, em 390 a.C. A Cronologia de Varrão também afirma que durante cinco anos, 375-371 a.C., houve agitações civis e anarquia em Roma, que impediu a quaisquer magistrados de serem eleitos, e em quatro anos: 333, 324, 309 e 301 a.C., um ditador, em vez de dois cônsules foi eleito para governar Roma por um ano inteiro (o prazo máximo normal para um ditador era de seis meses). Os historiadores agora acreditam que tanto a anarquia ao longo dos anos e o ditador não foram datados. Provavelmente os estudiosos romanos não sabiam que o saque gaulês e a Paz de Antálcidas deveriam ser um síncrono em sua lista de magistrados, devido a erros na transmissão, ficou aquém. Eles então inventaram uma anarquia estendida e um ditador para preencher as suas cronologias para o comprimento desejado. Adotando a anarquia e os anos de ditadura, e portanto, a Cronologia de Varrão foi corrigida para o mesmo problema duas vezes e acabou por muito tempo. Apesar destes erros reconhecidos, a literatura acadêmica continuou, por convenção de idade e os números de acordo com a Cronologia de Varrão, esta é, portanto, também a convenção adotada neste artigo.

## Início das guerras romanas
Segundo os relatos tradicionais, Roma foi governada por sete reis: Rômulo, Numa Pompílio, Túlio Hostílio, Anco Márcio, Tarquínio Prisco, Sérvio Túlio e Tarquínio, o Soberbo, os quais exceto Numa, são registrados como vitoriosos nas guerras contra os vizinhos de Roma. A historicidade desta conta no entanto é extremamente duvidosa. No entanto, Roma deve ter tido em algum momento no período régio, alargado seu território para incluir as colinas Albanas (tradicionalmente atribuído a Túlio Hostílio) até a costa (tradicionalmente atribuído a Anco Márcio). Essas expansões feitas por Roma, a tornou de longe a maior cidade-Estado no Lácio.
O território romano em 500 a.C. foi estimado em cerca de 822 km², mais de duas vezes tão grande quanto a maior cidade latina, Tibur com 351 km².
O último rei de Roma, Tarquínio, o Soberbo, é retratado pelas fontes como poderoso, mas um rei tirânico. Ele disse ter tomado Prometia pela tempestade e Gábios pelo ardil, colonizado Sígnia e Circeios, de ter organizado os estados latinos em uma aliança sob a sua liderança. No entanto, Tarquínio foi deposto por uma conspiração liderada por dois de seus parentes, Lúcio Júnio Bruto e Lúcio Tarquínio Colatino. Estes dois em seguida fundaram a República Romana, sendo eles os dois primeiros cônsules, tradicionalmente a derrubada da monarquia foi datada em 509 a.C. Tarquínio supostamente deve ter procurado refúgio com o rei Porsena que marchou contra Roma para restabelecer o rei. Depois de vários atos heroicos de bravos defensores de Roma, Porsena desistiu e em vez disso, atacou Arícia, mas foi derrotado por uma aliança de cidades latinas e da colônia grega de Cumas. Os historiadores modernos têm tido dificuldades em aceitar este conto e, pelo contrário, propuseram que Porsena realmente capturou Roma, depôs Tarquínio e substituiu-o por dois aristocratas. Com a liderança da cidade dividida, Roma teria sido mais fácil para Porsena controlar.
Com a retirada de Porsena, a guerra irrompeu entre Roma e os outros estados latinos levando à Batalha do Lago Regilo entre 499−496 a.C. Em 493 a.C., o Tratado de Cássio (foedus Cassianum) foi concluído, estabelecendo uma aliança militar mútua entre as cidades latinas com Roma como principal parceira. Um povo em segundo lugar, os hérnicos, juntaram-se a aliança algum tempo depois. Enquanto as obras precisas da Liga Latina continuaram incertas, seu propósito geral parecia claro. Durante o século V, os latinos foram ameaçados pela invasão de Équos e Volscos, como parte maior dos samnitas, povos que migram. Várias comunidades latinas periféricas parecem ter sido superadas, de acordo com registros, as lutas contra os Équos e Volscos se tornaram frequentes durante anos na primeira metade do século V. Estas guerras anuais teriam sido dominadas por ataques e contra-ataques, em vez de batalhas descritas pelas fontes antigas.

## O início da expansão romana
Durante a segunda metade do século V a.C., romanos e latinos pareciam ter encontrado um caminho em comum. As fontes registram a fundação de várias colônias romanas durante esta época, enquanto a menção de guerras contra Équos e Volscos se tornavam menos frequentes. Na volta da mesma época, Roma trouxe sua antiga rivalidade com a cidade-Estado etrusca de Veios a um fim decisivo. Em 426 a.C., Roma capturou Fidenas, ao pé de Veios no lado sul do rio Tibre, e em 396 Veios caiu para as armas romanas, supostamente após um cerco de dez anos. Roma anexou o território de Veios e inscreveu seus cidadãos como romanos, aumentando significativamente o território romano e mão-de-obra.
Em 390 a.C., uma tropa gaulesa derrotou o exército romano na Batalha do Ália e, em seguida, saquearam Roma. Apesar da ênfase de fontes antigas da gravidade da destruição, este pareceu ter sido apenas um revés temporário para Roma. Os registros datados da primeira metade do século IV a.C. estão confusos, mas Roma parecia ter embarcado em uma política deliberada de agressão contra os volscos. O medo do expansionismo romano cada vez trouxe mais as cidades latinas em aliança com Volscos, em uma inversão completa da situação durante o século V a.C.
Durante o mesmo período de tempo, Roma também lutou em guerras contra seus vizinhos no sul de Etrúria, a cidade-Estado de Cere, Tarquínia e Falérios, bem como rechaçar a incursão ocasional gaulesa.

## As guerras samnitas
Os anos entre 343−290 a.C. foram dominados por uma série de conflitos entre Roma e os samnitas, uma poderosa coalizão de povos de língua osca. Roma e os samnitas haviam concluído um tratado de aliança em 354 a.C., mas esferas sobrepostas de interesses eventualmente trouxeram a guerra.
O principal resultado da Primeira Guerra Samnita (343−341 a.C.), foi de expansão da influência romana em Campânia, com uma aliança importante com a cidade-Estado Cápua. Esta guerra foi seguida de perto pela Segunda Guerra Latina (340−338 a.C.), na qual os latinos e os volscos tentaram pela última vez se livrarem do domínio romano. Mais uma vez, Roma foi vitoriosa. No acordo de paz que se seguiu, Roma anexou alguns Estados de imediato, outros estados latinos permaneceram autônomos, mas a Liga Latina foi dissolvida. Pelo contrário, os Estados latinos sobreviventes foram obrigados a assinarem tratados bilaterais separados com Roma. Campânia que havia sido aliada com os latinos, foi organizada como civitas sine suffragio ("cidadãos sem voto"), que lhe dava todos os direitos e deveres de um cidadão romano, incluindo o de serviço militar, mas sem direito de votar nas assembleias romanas. Este acordo de paz viria a ser o modelo para Roma tratar outros estados derrotados.
Roma passou os próximos anos consolidando suas últimas conquistas. Em 328 a.C., uma guerra estourou entre Roma e Neápolis, originalmente uma cidade-Estado grega, que até esta data também possuía uma significativa população osca. Esta guerra terminou quando uma facção pró-romana entre os napolitanos tomou o controle da cidade e concluíram um tratado em termos favoráveis a Roma. Nápoles continuaria a ser um fiel aliado romano até o fim da República Romana. Esta guerra foi uma das mais notáveis por segurar o atestado caso de prorogatio (prorrogação), quando um dos cônsules em 327 a.C. teve seu comando estendido para o ano seguinte.
A aliança de Roma com Nápoles e a colonização de Frégelas parecem ter provocado os samnitas o suficiente para causar a eclosão da Segunda Guerra Samnita em 326 a.C. Em 321 a.C., Roma sofreu uma severa derrota, quando um exército romano rendeu-se nas Forcas Caudinas e foi forçada a aceitar uma trégua com os samnitas. Segundo os relatos tradicionais do povo romano, eles repudiaram a trégua (celebrada pelos cônsules derrotados em campo), e nos dois próximos anos inverteu-se completamente o desastre das Forcas Caudinas por uma série de vitórias impressionantes, seguidas de tréguas de dois anos 318−317 a.C. Os historiadores modernos têm colocado pouca credibilidade atualmente, em vez de acreditar que houve vitórias romanas entre 320−319 a.C., os historiadores acreditam que os samnitas estavam em paz entre 320−317 a.C.
As hostilidades surgiram novamente em 316 a.C. Após uma reversão na Batalha de Láutulas (uma batalha indecisiva que resultou em acordo, segundo Lívio, em derrota romana, segundo os historiadores modernos), os romanos gradualmente ganharam saindo superiores. Após a captura romana de Boviano, uma das principais cidades samnitas, os samnitas foram obrigados a pedir a paz em 304 a.C.
Com o fim da Segunda Guerra Samnita, a superioridade militar de Roma era grande o suficiente para que se pudesse dar ao luxo de lançar duas campanhas ao mesmo tempo em Etrúria e Úmbria em 311−309 a.C. Em 304 a.C., Roma também conquistou vitórias esmagadoras contra os hérnicos e équos e nos anos seguintes, a conclusão de tratados com as tribos dos pelinos, marrucinos, frentanos e vestinos. E se estendeu até chegar ao mar Adriático.
A Terceira Guerra Samnita eclodiu em 298 a.C., aparentemente após os samnitas tentarem se aliar com os lucanos. Quando isso falhou, o comandante samnita Gélio Egnácio levou seu exército para o norte, para formar uma coalizão com os etruscos, úmbrios e gauleses. 295 a.C. acabou por ser o ponto de viragem da guerra. Os romanos conseguiram retirar os contingentes etruscos de Úmbria, invadindo suas terras e, em seguida, derrotou o exército samnita-gaulês na Batalha de Sentino. Depois de sofrerem uma série de derrotas e invasões, os samnitas, em 290 a.C., foram obrigados a aceitar uma aliança em termos impostos por Roma.

## Itália conquistada
A perda dos livros de Tito XI-XV significou que poucas informações estão disponíveis entre os anos 292−264 a.C. do que nas décadas anteriores. No entanto, é claro que a expansão romana continuou em ritmo crescente, levando a República Romana a crescer e ser o Estado dominante da Itália central para se tornar a hegemonia de toda a península. Em 290 a.C., o cônsul romano Mânio Cúrio Dentato conquistou os sabinos, que foram anexados ao Estado romano como cidadãos sem direito a voto. Durante 284−280 a.C., os romanos travaram uma guerra contra os etruscos e gauleses no norte da Itália. Após ser derrotada na Batalha de Arrécio, Roma obteve uma vitória decisiva contra os gauleses na Batalha do Lago Vadimo, levando à anexação romana do Campo Gálico (a moderna região italiana de Marcas).
Em simultaneidade com estas guerras, a influência de Roma no sul estava crescendo. Em 285 ou 284 a.C., a cidade grega de Túrios recorreu a Roma para ajudar a lutar contra os lucanos e brútios. Em 284 a.C., depois de derrotar os lucanos e brútios, Roma instalou uma guarnição em Túrios, apoiada por uma frota romana pequena. Isso provocou a cidade de Tarento, que há muito se considerava a cidade dominante grega da Magna Grécia. Os tarentinos afundaram a frota romana e capturaram Túrios, mas tendo atraído a ira de Roma, Tarento percebeu que precisava de aliados para ter qualquer esperança de fazer frente a Roma. Sua escolha recaiu sobre Pirro, rei de Epiro e um famoso general. Pirro atravessou o mar para a Itália junto com o seu exército em 280 a.C., e nesse mesmo ano derrotou os romanos na Batalha de Heracleia e novamente no ano seguinte, na Batalha de Ásculo. Essas vitórias no entanto mostraram-se estrategicamente indecisas quando não se conseguiu convencer Roma a aceitar a paz nos termos de Pirro. Sem sinal de Pirro em 278 a.C., partiu para a Sicília para ajudar as cidades gregas contra Cartago. Ele voltou para a Itália em 275 a.C., mas desta vez, foi derrotado pelos romanos na Batalha de Benevento. Pirro, em seguida, deixou a Itália e foi para a Grécia e depois de sua morte em 272 a.C., a guarnição em Tarento foi entregue para Roma, trazendo a Guerra Pírrica a um fim. Embora os detalhes destas campanhas sejam escassas, deve ter existido estes anos lutas amplas entre Roma, os samnitas, lucanos e brútios. As vitórias romanas contra várias destas combinações destes três povos são registrados cada ano durante 282−272 a.C.
Nos anos seguintes a Guerra Pírrica, Roma completou a conquista da Itália para subjugar os umbros e picentinos no norte e salentinos e messápios no sudeste. Em 264 a.C., o cônsul Marcos Fúlvio Flaco desmontou um levante social na cidade etrusca de Volsínios e reinstalou as velhas famílias dominantes no poder. Naquele mesmo ano, seu colega, Ápio Cláudio Cáudice liderou um exército romano para a Sicília, começando assim, a Primeira Guerra Púnica, e uma nova fase da história da República Romana.

## Conquista da Gália Cisalpina
A conquista da Gália Cisalpina foi uma série de conflitos cujo objetivo era a submissão dos povos que viviam na região da moderna planície Padana ocidental (conhecida na época como Ager Gallicus) iniciada no século III a.C., logo depois da Primeira Guerra Púnica, e terminada com a constituição da província romana em meados do século II a.C., pouco antes da Terceira Guerra Púnica. A pacificação total da região, já anexada, se estendeu até o século I a.C..